# Лудвиг Мис ван дер Рое
Лудвиг Мис ван дер Рое (на немски: Ludwig Mies van der Rohe, роден като Maria Ludwig Michael Mies) е германски и американски архитект.
Често е наричан за кратко само „Мис“. Заедно с Валтер Гропиус и Льо Корбюзие е нареждан сред пионерите и най-видни майстори на модернизма. Той е 3-тият и последен ръководител на известната школа „Баухаус“ в Германия до закриването ѝ под натиска на нацисткия режим през 1933 г.
Стилът, който създава, се характеризира с „чистота и простота“ на формите и линиите, и добива широка популярност с термина минимализъм. Тази концепция се превръща в едно от най-влиятелните течения в архитектурата на ХХ век. Мис е широко известен с употребата на афоризма: „Малкото е повече“ („Less is more“).

## Биография

### Германски период
Роден е на 27 март 1886 г. в Аахен, Северен Рейн-Вестфалия, Германия.
Работи в каменоделското ателие на баща си и в няколко локални дизайнерски фирми, преди да се премести в Берлин, където започва работа в бюрото на интериорния дизайнер Бруно Пол. Той започва архитектурната си кариера, чиракувайки заедно с Валтер Гропиус и Корбюзие в ателието на Петер Беренс, където се среща с новите стилови идеи на прогресивната германска култура. Талантът му бързо е забелязан и скоро той започва да поема самостоятелни поръчки, въпреки формалната липса на съответното академично образование. По това време Мис се преименува, добавяйки по-впечатляващата фамилия на майка си – „ван дер Рое“. Частната му практика започва с проектирането на фамилни къщи за горните класови прослойки на германското общество. Проектите си изпълнява в изчистен неокласически стил в традицията на работите на пруският архитект от началото на XIX век – Карл Фридрих Шинкел, отхвърляйки широко разпространените по това време еклектични движения.
Продължавайки с неокласическата си продукция, Мис ван дер Рое започва да развива изглеждащи утопично за времето си проекти, които макар и повечето неизпълнени, изстрелват репутацията му на прогресивен архитект. Смело изоставяйки напълно орнаментите, той създава драматичен модернистичен дебют с конкурсния си проект за изцяло стъклен небостъргач за Фридрихщрасе в Берлин през 1921 г. Мис продължава със серия от новаторски проекти с кулминация в двата му изпълнени европейски шедьовъра: Временният германски павилион за световното изложение в Барселона през 1929 г. (наричан „павилион Барселона“, възстановен на оригиналното място през 1986 г.) и елегантната модерна вила „Тугендхат“ в Бърно, Чехия, завършена през 1930 г.
Възможностите за поръчки силно намаляват с настъпването на „световната депресия“ след 1929 г. В периода 1930 – 1933 г. Мис заема поста като последен директор на училището Баухаус, бивайки принуден от нацисткия режим да го закрие. Новосъздаденият от него модерен стил е отхвърлен от нацистите, които го определят като негермански по характер. Разочарован и нещастен, той напуска родината си неохотно през 1937 г., невиждайки никакъв шанс за получаване на поръчка в Германия. Мис ван дер Рое приема един проект за жилищна структура в Уайоминг, САЩ, а впоследствие и предложение да оглави архитектурно училище в Чикаго.

### Американски период
Мис ван дер Рое се установява в Чикаго, където е назначен за директор на архитектурното училище към „Chicago's Armour Institute of Technology“, по-късно преименуван на Илинойски технически институт. Едно от предимствата за приемането на поста е възлагането на проекта за новата сграда на института и изготвянето на общия план за неговия кампус. Всички сгради от тази поръчка, проектирани от Ван дер Рое, още съществуват и се ползват, в това число: „Alumni Hall“, „Капелата“ и шедьовърът „S.R. Crown Hall“, построен да приюти точно архитектурната школа, оглавена от Мис. Тази сграда е смятана от мнозина за може би най-представителната му творба, дефинираща напълно т.нар. „Мисова архитектура“.
През 1944 г. Мис ван дер Рое става гражданин на САЩ. През 30-годишната си кариера като „американски“ архитект Мис фокусира усилията си върху развитието на идеята за затвореното-отворено пространство – адаптивно и универсално, изпълнено от предварително заготвени структурни елементи. Още първите му проекти, разкриват пред американското общество стила, който изглежда естествена еволюция на почти забравения стил на Чикагската школа от XIX век. Неговата архитектура с произход от германския „Баухаус“ и западноевропейския „Интернационален стил“ се превръща в изключително приемлив модел за американските културни и образователни институции, предприемачи, публични агенции и големи корпорации. Мис проектира и ръководи работите от студиото си в центъра на Чикаго през всичките 31 години в САЩ. Сред забележителните проекти от американския му период освен сградите за Илинойския технически институт са: жилищните кули „860-880 Лейк Шор Драйв“ в Чикаго; „Фарнсуорт Хаус“ в Плейноу (Илинойс); небостъргачът „Сигрем Билдинг“ в Ню Йорк.
Мис ван дер Рое умира на 17 август 1969 г. в Чикаго на 83-годишна възраст.

## Избрани творби
Германия
- Haus Riehl – вила, Потсдам (1907)
- Haus Perls – вила, Целендорф (1911)
- Haus Werner – вила, Целендорф (1913)
- Haus Urbig – вила, Потсдам-Нойбабелсберг (1917)
- Haus Kempner – вила (разрушена), Шарлотенбург (1921–1923)
- Haus Eichstaedt – вила, Ванзее (1921–1923)
- Haus Feldmann – вила (разрушена), Вилмерсдорф (1921–1923)
- Haus Ryder – вила, Визбаден (1923)
- Haus Mosler – вила, Бабелсберг (1924)
- Haus Wolf – вила, Губен (1926)
- Многофамилни жилища на Африканската улица – кооперации, Берлин (1927)
- Многофамилни жилища във Вайсенхоф (Mehrfamilienhäuser Am Weißenhof) – жилищен комплекс, организиран от Мис и с негов принос в проектирането му, Щутгарт (1927)
- Haus Lange/Haus Esters – вили и художествен музей, Крефелд (1927–1930)
- Trinkhalle (Пиялня) – павилион, Десау (1932)
- Haus Lemke (днес Mies van der Rohe Haus) – вила, Вайсензее (1932)
- Neue Nationalgalerie – музей за съвременно изкуство, Берлин (1967)

Испания
- Павилионът на Германия в Барселона – павилион на Световното изложение, Барселона (1929, възстановен 1986)

Канада
- Westmount Square – комплекс от жилищни и офисни небостъргачи, Уестмонт (1968)
- Toronto-Dominion Centre – комплекс от шест офисни небостъргача, Торонто (1969)
- Nuns' Island – 3 жилищни небостъргача и бензиностанция (затворена днес), Монреал (ок. 1969)

Мексико
- Офиси Bacardi – офисна сграда, Мексико (1961)

САЩ
- Cullinan Hall – Музей за изящни изкуства, Хюстън
- The Promontory Apartments – Residential Apartment Complex, Чикаго
- Martin Luther King, Jr. Memorial Library – District of Columbia Public Library, Вашингтон
- Richard King Mellon Hall of Science – Duquesne University, Питсбърг (1968)
- IBM Plaza – офисен небостъргач, Чикаго
- Lake Shore Drive Apartments – жилищни небостъргачи, Чикаго
- „Сигрем Билдинг“ – административна кула (небостъргач), Ню Йорк
- Crown Hall – колеж по архитектура, и други сгради, Илинойски технически институт
- University of Chicago School of Social Service Administration – Чикаго (1965)
- Фарнсуорт Хаус – вилна сграда, Плейноу (Илинойс)
- Chicago Federal Center
  - Dirksen Federal Building – офисен небостъргач, Чикаго
  - Kluczynski Federal Building – офисен небостъргач, Чикаго
  - United States Post Office Loop Station – централна поща, Чикаго
- One Illinois Center – офисен небостъргач, Чикаго
- One Charles Center – офисен небостъргач, Балтимор
- Highfield House Condominium – 4000 North Charles – Condominium Apartments, Балтимор
- Colonnade and Pavilion Apartments – Residential Apartment Complex, Нюарк (1959)
- Lafayette Park – Residential Apartment Complex, Детройт (1963).[2]
- Commonwealth Promenade Apartments – Residential Apartment Complex, Чикаго (1956)
- Caroline Weiss Law Building, Cullinan Hall (1958) и Brown Pavilion (1974) additions, Музей за изящни изкуства, Хюстън
- American Life Building, Луисвил, Кентъки (1973; завършен след смъртта на Мис от Бруно Контерато)

Чехия
- Вила Тугендхат – вила, Бърно (1930)